# Fjölnir Karfa
El Ungmennafélagið Fjölnir karfa (traducido literalmente como Club Juvenil Fjölnir Baloncesto), conocido como Fjölnir o Fjölnir Reykjavík, es la sección de baloncesto masculino del Ungmennafélagið Fjölnir. Tiene su sede en el distrito de Grafarvogur de Reykjavík, Islandia y actualmente juega en la 1ª división, la segunda categoría del baloncesto islandés.

## Palmarés
- 2. deild karla (Tercera categoría)

Campeones (1): 2002